# غاري همفريز
غاري همفريز (بالإنجليزية: Gary Humphries)‏ هو سياسي أسترالي، ولد في 6 يوليو 1958 بسيدني في أستراليا. حزبياً، نشط في الحزب الليبرالي الأسترالي.

## مناصب
- انتخب عضو الجمعية التشريعية الأسترالية لمقاطعة العاصمة الأسترالية [الإنجليزية]‏ عن دائرة Molonglo electorate [الإنجليزية]‏ (4 مارس 1989 – 18 فبراير 1995).
- انتخب Chief Minister of the Australian Capital Territory [الإنجليزية]‏ ( – 5 نوفمبر 2001).
- انتخب عضو مجلس الشيوخ الأسترالي [الإنجليزية]‏ عن دائرة مقاطعة العاصمة الأسترالية ‏ (18 فبراير 2003 – 6 سبتمبر 2013).
- انتخب عمدة.